# Prunus opaca
Prunus opaca là loài thực vật có hoa trong họ Hoa hồng. Loài này được (Benth.) Walp. miêu tả khoa học đầu tiên năm 1846.